# Verningen
Verningen este o localitate din comuna Larvik, provincia Vestfold, Norvegia, cu o suprafață de 0,83 km² și o populație de 858 locuitori (2013).